# عملية الحرية الدائمة – القرن الإفريقي
عملية الحرية الدائمة – القرن الأفريقي اختصارًا (CJTF-HOA)، هي عملية عسكرية جزء من عملية الحرية الدائمة وهو الاسم الرسمي المستخدم من طرف حكومة الولايات المتحدة لعمليات الحرب ضد ما يُسمى "الإرهاب"، تشمل عملية الحرية الدائمة ثماني دول أفريقية تمتد من أقصى شمال شرق القارة إلى خليج غينيا الغني بالنفط في الغرب. وتُعرف عملية الحرية الدائمة في غرب أفريقيا باسم عملية الحرية الدائمة - عبر الصحراء. والتي تم إدارتها من القيادة الأوروبية للولايات المتحدة حتى إنشاء قيادة الولايات المتحدة الجديدة في أفريقيا.
قوة العمل المشتركة الموحدة في القرن الأفريقي هي العنصر العسكري الأساسي المخصص لتحقيق أهداف المهمة. والعنصر البحري هو فرقة العمل المشتركة المتعددة الجنسيات رقم 150، وهو يعمل تحت إشراف الأسطول الخامس للولايات المتحدة. كانت هاتان المنظمتان تاريخياً جزءاً من القيادة المركزية للولايات المتحدة. وفي فبراير 2007 أعلن رئيس الولايات المتحدة جورج دبليو بوش عن إنشاء قيادة الولايات المتحدة لأفريقيا التي تولت جميع مناطق عمليات المهمة في أكتوبر 2008.
تتكون قوة العمل المشتركة الموحدة في القرن الأفريقي من حوالي 2000 جندي وجندية من القوات العسكرية للولايات المتحدة والدول الحليفة لها، وتشمل المنطقة الرسمية للعملية: السودان والصومال وجيبوتي وإثيوبيا وإريتريا وسيشيل وكينيا. كما تقوم بعمليات أيضًا في موريشيوس وجزر القمر وليبيريا ورواندا وأوغندا وتنزانيا. حسب المُعلن فإن المساهمة الأمريكية في العملية بخلاف المستشارين والإمدادات وغيرها من أشكال الدعم غير القتالي، هي ضربات الطائرات بدون طيار التي تستهدف حركة الشباب الصومالية.

## الخسائر العسكرية للولايات المتحدة
لقي 26 جنديًا أمريكيًا مصرعهم في حوادث غير معادية في جيبوتي منذ بدء العمليات في القرن الأفريقي. وقتل ثلاثة جنود أمريكيين في حوادث في كينيا. وقتل جنديان أمريكيان في حادث سيارة في إثيوبيا. وقُتل جنديان أمريكيان في كل من جمهورية سيشيل وخليج عمان على التوالي.